# Асаад, Халид
Халид Асаад (Халид аль-Асад, араб. خالد الأسعد‎; 1 января 1934 — 18 августа 2015) — сирийский археолог, главный смотритель (1963—2003) и один из главных исследователей античного комплекса Пальмиры. Похищен и убит террористами Исламского государства.

## Биография
Родился в Пальмире. С 1960-х годов занимался изучением античного наследия древнего города. В 1963 году возглавил античный комплекс Пальмиры. Совместные исследования Асаада с американскими, французскими, немецкими и швейцарскими исследователями были основой для включения руин античных сооружений Пальмиры в список Всемирного наследия ЮНЕСКО в 1980 году. Издал более 20 книг на тему Пальмиры и Великого шёлкового пути.
Важнейшими археологическими находками Асаада были часть главного городского перекрёстка и многочисленные гробницы вблизи руин комплекса. В 2003 году учёный ушёл на пенсию с поста главного смотрителя античного комплекса, но продолжал исследования. Свободно владел арамейским языком, публиковал переводы с него. Получал польские, французские и тунисские награды.
В конце мая 2015 года Пальмиру захватила террористическая группировка Исламское государство, известная своим нетерпимым отношением к памятникам культуры. В середине июля Асаад был захвачен боевиками в плен. Несмотря на продолжительные пытки, он отказался выдать расположение скрытых античных артефактов и 18 августа был публично обезглавлен террористами. Исламисты обвинили его в участии в научных конференциях с «неверными» и изучении «идолов». Тело Асаада оставили на центральной площади Пальмиры.
Халид Асаад был отцом одиннадцати детей — шестерых сыновей и пяти дочерей.

## Оценки
Ряд историков считает Халида Асаада выдающимся исследователем Пальмирского античного наследия. Глава сирийского Директората музеев и древностей Маамун Абдул Карим назвал его «одним из важнейших первопроходцев сирийской археологии в XX веке».

## В массовой культуре
- Фильм «Дам аль Нахль (Кровь пальм)» (англ. Dam al Nakhl (Blood of the Palm Trees)) (2019) — реж. Наждат Анзур[англ.]
- Фильм «Наисчастливейший. Халед аль-Асаад» — реж. Игорь Калядин